# De tidligere gudinder
De tidligere gudinder er en dansk oplysningsfilm fra 2007, der er instrueret af Sara Louise Zankel og Sigrid Kristiansen.

## Handling
Rasmila og Amita på hhv. 24 og 17 år har ikke haft en helt almindelig barndom. Som 3-årige blev de fjernet fra deres familier og bragt til et tempel midt i Kathmandu. Her skulle de leve som gudinder i de næste mange år, indtil de nåede puberteten. I filmen fortæller Rasmila og Amita om deres tid som levende gudinder - og ikke mindst om den bratte overgang fra gudinde til almindelig dødelig.